# Stenosolenium saxatile
Stenosolenium saxatile là loài thực vật có hoa trong họ Mồ hôi. Loài này được (Pall.) Turcz. miêu tả khoa học đầu tiên năm 1840.